# 227e brigade d'infanterie (Royaume-Uni)
Pour les articles homonymes, voir 227e brigade.
La 227e brigade d'infanterie britannique (en anglais 227th Infantry Brigade) est une brigade d'infanterie de la British Army (armée de terre britannique), constituée au cours de la Seconde Guerre mondiale.